# Hortonville
Hortonville és una població dels Estats Units a l'estat de Wisconsin. Segons el cens del 2000 tenia 2.357 habitants.

## Demografia
Segons el cens del 2000, Hortonville tenia 2.357 habitants, 871 habitatges, i 634 famílies. La densitat de població era de 335,8 habitants per km².
Dels 871 habitatges en un 38,9% hi vivien nens de menys de 18 anys, en un 60,5% hi vivien parelles casades, en un 9% dones solteres, i en un 27,1% no eren unitats familiars. En el 22,4% dels habitatges hi vivien persones soles el 8,8% de les quals corresponia a persones de 65 anys o més que vivien soles. El nombre mitjà de persones vivint en cada habitatge era de 2,7 i el nombre mitjà de persones que vivien en cada família era de 3,21.
Per edats la població es repartia de la següent manera: un 29,7% tenia menys de 18 anys, un 7,6% entre 18 i 24, un 31,3% entre 25 i 44, un 20,8% de 45 a 60 i un 10,6% 65 anys o més.
L'edat mediana era de 34 anys. Per cada 100 dones de 18 o més anys hi havia 91,7 homes.
La renda mediana per habitatge era de 51.635 $ i la renda mediana per família de 55.298 $. Els homes tenien una renda mediana de 41.689 $ mentre que les dones 24.680 $. La renda per capita de la població era de 20.277 $. Aproximadament el 4,4% de les famílies i el 6,9% de la població estaven per davall del llindar de pobresa.

## Poblacions més properes
El següent diagrama mostra les poblacions més properes.